# Tratat inegal
Tratat inegal este numele pe care l-au dat chinezii unei serii de tratate semnate de dinastia Qing  cu puteri occidentale, Imperiul Rus și Imperiul Japonez în secolul al XIX-lea și începutul celui de-al XX-lea, după ce puterile străine au amenințat cu intervenția militară sau chiar au atacat militar China. 
În perioada de naștere a sentimentelor naționaliste și antiimperialiste din primele decenii ale secolului al XX-lea, Kuomintang-ul și  Partidul Comunist au folosit acest concept pentru ca să caracterizeze procesul de pierdere a suveranității din perioadă cuprinsă cu aproximație între 1840 și 1950. Termenul „tratat inegal” a fost asociat cu conceptul  „secolului de umilințe” ale Chinei, în special în legătură cu concesiunilor acordate marilor puteri și pierderea  controlului asupra veniturilor vamale în  porturi deschise.

## China

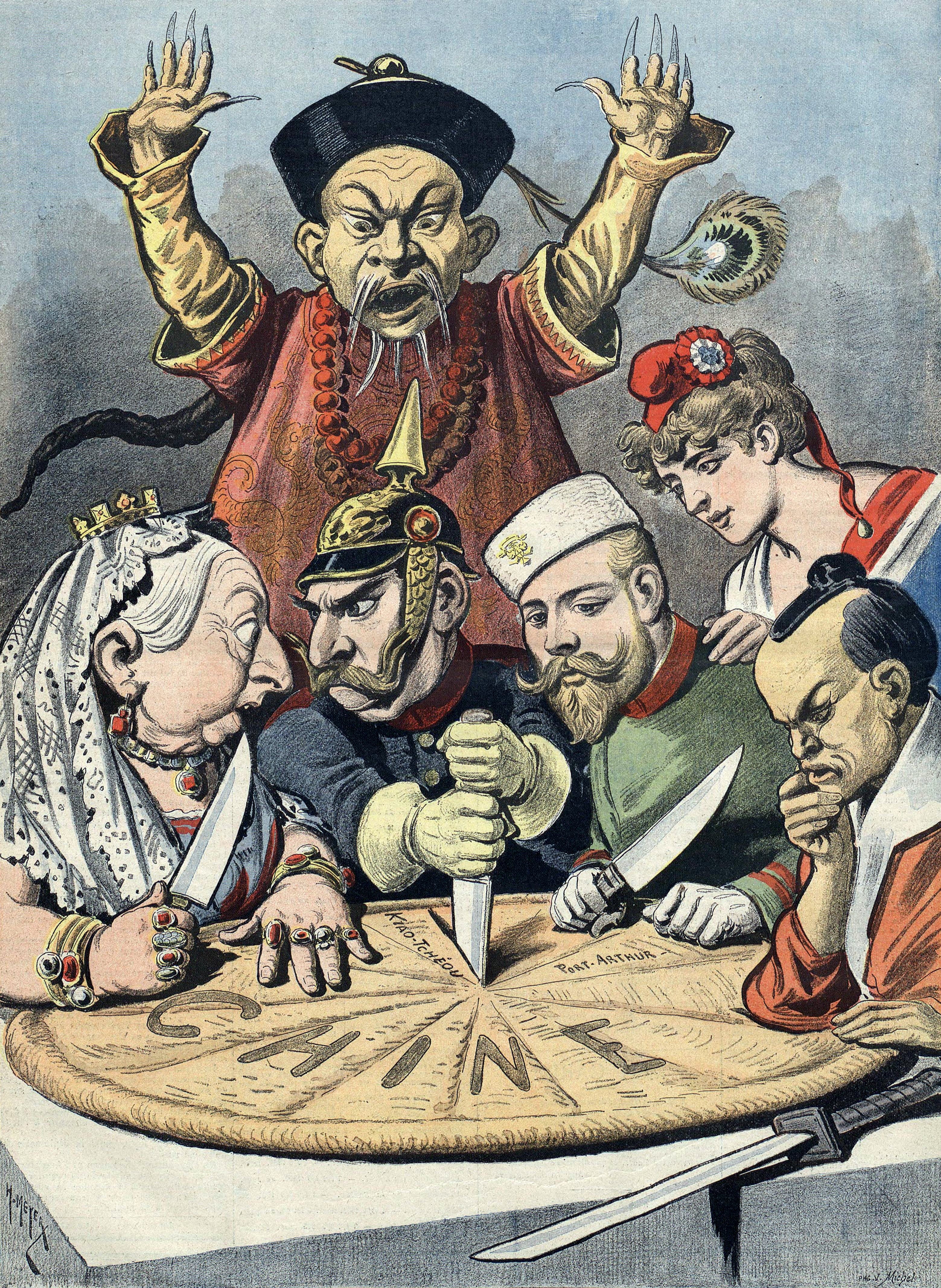
Caricatură politică franceză, China – prăjitura regilor și împăraților. Britanicii, germanii, rușii, francezii și japonezii împart China

Termenul „tratat inegal” a început să fie folosit în China în primii ani ai deceniului al doilea din secolul trecut. Dong Wang, profesor de istorie modernă și contemporană chineză, a arătat că „deși formularea a fost folosită de multă vreme, ei îi lipsește totuși un sens clar și lipsit de ambiguitate” și că nu există „niciun acord privind numărul real de tratate semnate între China și țările străine care ar trebui considerate «inegale».” Istoricul Immanuel Hsu explică de ce China a considerat tratatele semnate cu puterile occidentale ca fiind inechitabile, și anume „pentru că nu au fost negociate de către națiuni care să se tratează reciproc ca fiind egale, ci au fost impuse Chinei după un război și pentru că au prejudiciat  drepturile suverane ale Chinei ... ceea ce a redus-o la statutul semicolonial”. Istoricul Elizabeth Cobbs a răspuns: „În mod ironic, tratatele au rezultat, de asemenea, cel puțin în parte, din reticența inițială a Chinei de a lua în considerație orice tratat, întrucât considera toate celelalte națiuni ca fiind inferioare. [China] Nu dorea să fie egală.” 
În mai multe cazuri, China a fost efectiv nevoită să plătească despăgubiri de război mari, să deschidă porturi pentru comerț, să cedeze sau să închirieze teritorii, (precum Outer Manchuria și Outer Northwest China, inclusiv Zhetysu, Rusiei, Hong Kong și Weihaiwei Regatului Unit, Guangzhouwan Franței, concesiunea teritorială Kwantung și Taiwan Japoniei, Concesinea Golfului Jiaozhou Imperiului German precum și teritorii concesionate în Tientsin, Shamian, Hankou, Shanghai etc.) și să facă concesiuni de suveranitate sferelor străine de influență datorită amenințărilor militare. Primul tratat care avea să fie caracterizat mai târziu ca fiind „inegal” a fost Convenția de la Chuenpi din 1841 din timpul primului Război al Opiului. Primul tratat dintre China și Marea Britanie considerat „inegal” a fost Tratatul de la Nanking din 1842. După înfrângerea Chinei, tratatele semnate cu britanicii duceau la deschiderea pentru navele comerciale străine a cinci porturi și permitea misionarilor străini să își stabilească domiciliul în interiorul Chinei. În plus, rezidenții străini din orașele port au primit dreptul să fie judecați de propriile lor autorități consulare și nu de tribunalele tradiționale chineze, adică aceștia se bucurau de extrateritorialitate . Pe baza acestor tratate, Regatul Unit a înființat Curtea Supremă Britanică pentru China și Japonia, iar SUA au înființat Curtea Statelor Unite pentru China în Shanghai.

### Reacția chinezilor
După încheierea primei conflagrații mondiale, conștiința patriotică din China s-a concentrat asupra tratatelor, care au devenit acum cunoscute pe scară largă drept „tratate inegale”. [[Kuomingtang | Partidul Naționalist] și  Partidul Comunist au intrat în competiție pentru convingerea opiniei publice că abordarea fiecăruia avea să fie mai eficientă. Germania a fost obligată să pună capăt drepturilor obținute în China, Uniunea Sovietică a ales să le cedeze, iar Statele Unite al Americii au organizat Conferința de la Washington pentru renegocierea lor. După organizarea în 1927 a unui nou guvern naționalist condus de  Chiang Kai-shek, puterile occidentale au recunoscut rapid noul regim chinez, stârnind temerile guvernului japonez. Noul guvern chinez a declarat Marilor Puteri că țara fusese exploatată pentru multe decenii prin tratate inegale și că timpul acestora trecuse, iar termenii trebuie renegociați de pe poziții de egalitate.
Cele mai multe tratate pe care China le considera inegale au fost abrogate în timpul celui de-al doilea Război Chino-Japonez, care a început în  1937 și care avea să devină parte a celui de-al Doilea Război Mondia.  Congresul SUA a pus capăt extrateritorialității în decembrie 1943. Există câteva exemple ale tratatelor inegale ale căror prevederi au continuat să aibă efect și după încheierea războiului, precum tratatele cu privie la Hong Kong, care au rămas active până la retrocedarea Hong Kongului din 1997.

## Japonia și Coreea
După ce comodorul american Matthew Perry a ajuns în Japonia în 1854, a fost semnat Convenția Kanagawa. Importanța acesteia a fost limitată. O importanță mai mare a avut Tratatul Harris din 1858, negociat de ambasadorul american Townsend Harris.
Primul tratat inegal al Coreei nu a fost cu o putere occidentală, ci cu Japonia. Luând ca exemplu tacticile europene, Japonia i-a trimis în 1875 pe căpitanul Inoue Yoshika și canoniera Un'yō pentru o demonstrație de forță în timpul incidentului Insulei Ganghwa. Acest eveniment a forțat Coreea să își deschidă porțile Japoniei prin semnarea Tratatului din 1876.

În cazul Japoniei, victoriile obținute în perioada 1894–1895 în Primul Război Sino-Japonez au convins puterile vest-europene că nu mai pot impune tratate inegale niponilor. Tratatele inegale ale Coreei cu statele vest-europene au fost practic anulate în 1910, când țara a fost anexată de Japonia.

## Vedeți și:
- Stat marionetă
- Națiunea cea mai favorizată
- Tratatul de la Waitangi
- Capitulațiile Imperiului Otoman